# تره نخ‌برگ
تره نخ‌برگ (نام علمی: Allium anisopodium) نام یک گونه از سرده سیر است.